# Acacia sericocarpa
Acacia sericocarpa är en ärtväxtart som beskrevs av William Vincent Fitzgerald. Acacia sericocarpa ingår i släktet akacior, och familjen ärtväxter. Inga underarter finns listade i Catalogue of Life.